# Luís Carlos Novo Neto
Luís Carlos Novo Neto (Póvoa de Varzim, 26 de mayo de 1988) es un exfutbolista portugués que jugaba en la demarcación de defensa.

## Biografía
Debutó como futbolista en 2006 con el Varzim S. C. cuando contaba con 18 años de edad. Jugó en el club durante cinco temporadas. Tras un breve paso fichó por el C. D. Nacional fichó por el A. C. Siena en Italia, con el que descendió a la Serie B tras acabar en penúltima posición en la Serie A.
En 2013 fichó por el Zenit de San Petersburgo, llegando a ganar una Liga Premier de Rusia, una Copa de Rusia y dos Supercopa de Rusia. El 31 de agosto de 2017 se marchó en calidad de cedido al Fenerbahçe S. K.
En marzo de 2019 el Sporting de Portugal hizo oficial su incorporación para la temporada 2019-20 una vez finalizara su contrato con el conjunto ruso. Estuvo cinco años en el club lisboeta y se marchó en junio de 2024 al no ser renovado. Regresó el siguiente mes de noviembre para integrarse en el cuerpo técnico del entrenador João Pereira.

## Selección nacional
Neto jugó con la selección de fútbol sub-21 de Portugal en los Juegos de la Lusofonía de 2009. Jugó todos los partidos del torneo, y finalmente consiguió la medalla de plata.
El 4 de octubre de 2012 fue convocado por primera vez con la selección de fútbol de Portugal, para la clasificación para la Copa Mundial de Fútbol de 2014 contra Rusia e Irlanda del Norte. Hizo su debut el 6 de febrero de 2013, en un partido que finalizó amistoso por 2–3 contra Ecuador en Guimarães.
El 19 de mayo de 2014 fue elegido para representar a la selección en la Copa Mundial de Fútbol de 2014.

### Participaciones en Copas del Mundo
| Mundial                     | Sede   | Resultado    |
| --------------------------- | ------ | ------------ |
| Copa Mundial de Fútbol 2014 | Brasil | Primera fase |

## Clubes
| Club                      | País     | Año       | Partidos | Goles |
| ------------------------- | -------- | --------- | -------- | ----- |
| Varzim S. C.              | Portugal | 2006-2011 | 59       | 2     |
| C. D. Nacional            | Portugal | 2011-2012 | 33       | 1     |
| A. C. Siena               | Italia   | 2012-2013 | 22       | 1     |
| Zenit de San Petersburgo  | Rusia    | 2013-2017 | 152      | 1     |
| Fenerbahçe S. K. (cedido) | Turquía  | 2017-2018 | 16       | 0     |
| Zenit de San Petersburgo  | Rusia    | 2018-2019 | 21       | 0     |
| Sporting de Portugal      | Portugal | 2019-2024 | 107      | 1     |

## Palmarés

### Títulos nacionales
| Título                      | Club                     | País     | Año     |
| --------------------------- | ------------------------ | -------- | ------- |
| Liga Premier de Rusia       | Zenit de San Petersburgo | Rusia    | 2014-15 |
| Supercopa de Rusia          | Zenit de San Petersburgo | Rusia    | 2015    |
| Copa de Rusia               | Zenit de San Petersburgo | Rusia    | 2015-16 |
| Supercopa de Rusia          | Zenit de San Petersburgo | Rusia    | 2016    |
| Liga Premier de Rusia       | Zenit de San Petersburgo | Rusia    | 2018-19 |
| Copa de la Liga de Portugal | Sporting C. P.           | Portugal | 2020-21 |
| Primeira Liga               | Sporting C. P.           | Portugal | 2020-21 |
| Supercopa de Portugal       | Sporting C. P.           | Portugal | 2021    |
| Copa de la Liga de Portugal | Sporting C. P.           | Portugal | 2021-22 |
| Primeira Liga               | Sporting C. P.           | Portugal | 2023-24 |